# Ctenotus leonhardii
Ctenotus leonhardii är en ödleart som beskrevs av  Richard Sternfeld 1905. Ctenotus leonhardii ingår i släktet Ctenotus och familjen skinkar. IUCN kategoriserar arten globalt som livskraftig. Inga underarter finns listade i Catalogue of Life.